# 內斯泰良卡
47°29′44″N 35°40′48″E / 47.49556°N 35.68000°E
內斯泰良卡（烏克蘭語：Нестерянка）是位於烏克蘭東南部的村莊，由扎波羅熱州波洛希區的奧里希夫市鎮負責管轄。該村始建於1917年，面積0.81平方公里，海拔高度128米，2024年人口70，人口密度每平方公里1933.3人。